# Долгов, Пётр Иванович
Пётр Ива́нович Долго́в (21 февраля 1920, Богоявленское, Тамбовская губерния — 1 ноября 1962, Вольск, Саратовская область) — Герой Советского Союза. Лауреат Сталинской премии третьей степени (1952), старший инструктор-испытатель парашютной техники Научно-исследовательского института ВВС СССР, полковник ВДВ. Член ВКП(б) с 1945 года.

## Биография
Родился 21 февраля 1920 года в селе Богоявленское Тамбовской губернии (ныне — село Долгово Земетчинского района Пензенской области) в крестьянской семье. Окончил профтехшколу в г. Мичуринск в 1938 году, с 1939 года работал шофёром в Москве. В 1942 году окончил Шкотовское военное пехотное училище на Дальнем Востоке (пос. Шкотово Приморского края). До 1945 года нёс военную службу на Дальнем Востоке. На фронтах Великой Отечественной войны с 7 февраля 1945 года: командир 4-й стрелковой роты 2-го стрелкового батальона  350-го гвардейского стрелкового полка 114-й гвардейской стрелковой дивизии на 3-м Украинском фронте. Участник Будапештской и Венской операций. Гвардии лейтенант П.И. Долгов особенно отличился при штурме Вены, где подбил самоходное орудие и истребил свыше 40 гитлеровцев. Был ранен в бою 6 апреля 1945 года, но остался в строю. За боевые заслуги на фронте он был награждён двумя орденами Красного Знамени, двумя орденами Красной Звезды, медалью «За взятие Вены» и медалью «За победу над Германией в Великой Отечественной войне 1941–1945 гг.». В 1947 году окончил Военно-парашютное училище в Рязани. Работал испытателем парашютной техники. Совершил 1409 прыжков, установив 8 мировых и всесоюзных рекордов. В 1961 году за участие в испытании некоторых космических систем был награждён орденом Ленина.
Осенью 1962 года руководитель советской космической программы С. П. Королёв в целях отработки неожиданных сценариев чрезвычайных происшествий при спуске на парашюте принял решение провести специальный эксперимент, чтобы обезопасить космонавтов от гибели при посадке. Для этого был разработан секретный проект «Звезда». На Вольском полигоне в гондоле стратостата следовало подняться в течение 2 часов на высоту 25-30 км. Испытателями парашютистами были полковник Петр Долгов и майор Евгений Андреев. 1 ноября 1962 года около 10 утра первым прыгал Андреев — затяжным прыжком (около 4 минут), а Долгову П. И., прыгавшему вторым, предстояло испытать новую парашютную автоматику собственной конструкции для спасения космонавтов, с незамедлительным раскрытием парашюта на высоте 28 км над Землей. В этом заключался серьёзный риск, так как на такой высоте (выше озонового слоя, расположенного на высоте 15-20 км), где практически нет воздуха, куполу парашюта не на что опереться и парашютист подвержен сильному солнечному облучению (во время полета до озонового слоя).
Долгов П. И. совершил прыжок со стратостата «Волга» с высоты 28 600 м. По программе испытаний он прыгал в герметичном скафандре СИ-3М с кислородной маской внутри прозрачного гермошлема. Немедленное раскрытие парашюта в безвоздушном пространстве (на высоте 28 км давление ниже 5 мм.рт.ст) можно было сделать только надуванием купола, подобно стратостату (в уменьшенном размере). Это существенно замедлило спуск парашютиста к Земле, который занял 38 минут. Гермошлем скафандра был изготовлен из прозрачного материала (плексигласа) для удобства контроля раскрытия парашюта. Андреев и Долгов без катапультирования покинули гондолу, представлявшую собой переделанную для размещения двух испытателей из капсулы космического корабля «Восток-1» (убрали катапультное кресло). Когда Долгов покидал гондолу, то он при выходе из кабины случайно задел острый болт и повредил гермошлем. Комиссия по расследованию происшествия пришла к выводу, что в результате импульса от катапультирования Андреева летательный аппарат долго раскачивался в потоке воздушной струи, из-за чего Долгов ударился гермошлемом о проем люка и погиб еще в стратосфере. Но через полчаса парашютная система сработала штатно, полковник Долгов приземлился, без признаков жизни. Похоронен на воинском кладбище на территории стадиона поселка Чкаловский Московской области. Указом Президиума Верховного Совета СССР от 12 декабря 1962 года посмертно присвоено звание Героя Советского Союза.
Именем П. И. Долгова 11 апреля 1964 года названа одна из улиц Москвы в районе Тушино. В честь Долгова назван парк в центре г. Долгопрудного Московской области.
Зачислен навечно, в списки вечерней поверки 1 взвода 1 роты РВВДКУ.